# Auguste Labouret
Auguste Adolphe Labouret, né le 20 mars 1871 à Laon et mort le 13 février 1964 à Crozon, est un maître-verrier et mosaïste français.

## Biographie
Fils d’Émile Adolphe Labouret, avoué, et de Marie-Albertine Millet, originaire d’Hirson, il fait ses études secondaires au lycée d’Amiens, puis suit tout naturellement des études de droit à la faculté de Paris. Mais au bout de deux ans, il s’inscrit aux beaux-arts, section peinture, suit les cours de l’École du Louvre, de l’Académie Julian et de l’Académie Colarossi.
En 1899, il réalise le portrait de son père au château d'Hirson, propriété de sa mère. En 1902, il est maître-verrier. Il ouvre son atelier au 42, rue du Cherche-Midi à Paris. En 1906, il se marie avec Jeanne Sauer, et en 1908 naît sa fille Claire qui travaillera avec lui. En 1913, il devient officier de l'Instruction publique.
Après la Première Guerre mondiale, il est chargé par l’administration d’expertiser l’état des vitraux des principales églises de Bretagne, et de les restaurer.
En 1921, il parcourt la Bretagne à bicyclette, s’achète une propriété à Kervéron en Crozon et réalise de nombreux vitraux dans des églises bretonnes : Le Folgoët, Penmarc'h (1954), Saint-Pol-de-Léon (1954), Morlaix (1956), Brignogan (en 1956 puis 1960), Roscanvel (1952), Clohars-Carnoët (1954), L'Hôpital-Camfrout (1955), Brest…
Il innove un nouveau procédé : le vitrail en dalle de verre cloisonné en ciment en 1933, il dépose un brevet (n° 756065) en France mais aussi en Suisse, Belgique, Angleterre, Allemagne. Il obtient ainsi, en taillant ses verres avec la marteline, le vieux marteau adopté par les Grecs et les Romains pour la mosaïque, une transparence colorée qui s'oppose à l'opacité constructive du ciment.
Il collabore avec l'architecte Émile Brunet et le maître-ferronnier Raymond Subes à la construction de l'église Saint-Léon, puis à l'édification du lycée Marie-Curie, lycée de jeunes filles de Sceaux, entre 1932 et 1936, dont il réalise les dalles de verre taillées au burin de la porte monumentale, ainsi que les 8 mosaïques du Grand Hall représentant des jeunes filles.
À l’exposition universelle de 1937, il est président de la classe vitraux. En 1938, il est fait chevalier de la Légion d'honneur, et la même année il entreprend les mosaïques de la basilique Sainte-Anne-de-Beaupré au Canada, ce qu’il considère comme étant son chef-d’œuvre. Mais retenu au Canada pendant la guerre, c’est sa fille Claire qui prendra la direction de l’atelier de Paris.
En 1945, il remporte le prix pour la réalisation de 240 vitraux de Sainte-Anne-de-Beaupré, soit 2 600 m2.
Le recteur de Roscanvel lui confiera, de 1949 à 1951, la création de tous les vitraux de son église. Il ferme son atelier en 1962 et se retire à Kervéron et y meurt le 13 février 1964.

## Œuvres
Son œuvre est colossale, et la liste est loin d'être exhaustive.
- Mosaïques de la basilique Sainte-Anne-de-Beaupré, dans la province de Québec – 240 vitraux, 2 600 m2
- Tête du Christ, musée d'Hirson (Aisne)
- Paquebot le Normandie : décoration murale et lumineuse, en dalles de verre taillé au burin de la salle à manger (1 500 m2)
- Galeries Lafayette Haussmann (Paris)
- Le Bon Marché (Paris)
- Hôtel Plaza (Biarritz)
- Office de tourisme à Paris (sol en mosaïque)
- Église Notre-Dame-de-Bonne-Nouvelle de L'Hôpital-Camfrout
- Église Saint-Julien de Courville (Marne)
- Église Sainte-Odile (Paris)
- Église Saint-Léon de Paris[3]
- Église Saint-Louis de Grenay de la cité n° 5 de la compagnie des mines de Béthune (Pas-de-Calais)
- Église Sainte-Eugénie de Soissons[4] (Aisne)
- Chapelle du Bon-Sauveur de Picauville (Manche)
- Chapelle Saint-Éloi d'Hautmont (Nord)
- Chapelle Saint Etienne, Neuenberg à Ingwiller (Bas-Rhin)
- Chapelle du centre spirituel jésuite Manrèse (Clamart)
- Cathédrale Notre-Dame-de-l'Assomption de Moncton, (Nouveau-Brunswick, Canada)
- Église Saint-Éloi de Roscanvel (Finistère)[5]
- Église Saint-Guénolé à Saint-Guénolé (Penmarc'h)
- Église Sainte-Thérèse de Poitiers[6]
- Église Sainte-Thérèse-de-l'Enfant-Jésus de Boulogne-Billancourt
- Hôtel du ministre des Affaires étrangères (Paris)
- Hôtel consulaire de la chambre de commerce et d'industrie de Cambrai (Nord)
- Restaurant Prunier (16, avenue Victor-Hugo, Paris) (tables en mosaïques)
- Mairie du 14e arrondissement de Paris
- École de filles (Paris 13e)
- Hôtel de ville de Béthune (Pas-de-Calais), vitraux en dalle de verre martelée.
- Lycée Marie-Curie de Sceaux (Hauts-de-Seine)
- Gare de Saint-Quentin (décoration du hall, bureau de poste, buffet)
- Gare Saint-Lazare (Paris)
- Gare d'Albert
- Gare de Chauny
- Gare de Lens[7]
- Gare de Lyon
- Gare de Noyon
- Gare de Longueau
- Gare de Tergnier